# Jogo de fórmula
Um Jogo de fórmula é um jogo artificial representado por uma fórmula booliana completamente quantificada. Jogadores alternam seus turnos e o escopo de movimentos possíveis é definido pelas variáveis ligadas. Se uma variável é universalmente quantificada, a fórmula seguinte a ela deve possuir o mesmo valor verdade que a fórmula, iniciando com o quantificador universal independentemente do movimento jogado. Se uma variável é existencialmente quantificada, a fórmula seguinte a ela deve possuir o mesmo valor verdade que a fórmula, iniciando com o quantificador existencial por ao menos um movimento disponível durante o turno. Os turnos alternam, e um jogador perde se ele não pode mover durante o seu turno. Na teoria da complexidade computacional, a linguagem JOGO-DE-FORMULA é definida como todas as formulas {\displaystyle \Phi } que causam o primeiro jogador ter uma estratégia vencedora no jogo representado por {\displaystyle \Phi }. JOGO-DE-FORMULA é PSPACE-completa.